# 原宿キッス
「原宿キッス」（はらじゅくキッス）は、1982年（昭和57年）5月8日にリリースされた田原俊彦の9作目のシングル。

## 背景
「原宿キッス」は、竹の子族を象徴するようにヒットした。

## 記録
オリコンでは「恋＝Do!」以来、約1年ぶりとなる1位を獲得。『ザ・ベストテン』でも1位を獲得した。

## 収録曲
| 全作曲: 筒美京平。 |                    |           |            |          |      |
| #                  | タイトル           | 作詞      | 作曲・編曲 | 編曲     | 時間 |
| 1.                 | 「原宿キッス」     | 宮下智    | 筒美京平   | 船山基紀 | 3:24 |
| 2.                 | 「真夏にドッキリ」 | 三浦徳子  | 筒美京平   | 佐藤準   | 3:13 |
| 合計時間:          | 合計時間:          | 合計時間: | 合計時間:  | 6:37     |      |

## 参考資料
- アルバム『田原俊彦A面コレクション』（ポニーキャニオン、1986年）
- アルバム『BEST OF TOSHIHIKO TAHARA』（ポニーキャニオン、1998年）